# Joseph von Eichendorff
Le baron Joseph Karl Benedikt Freiherr von Eichendorff (10 mars 1788 - 26 novembre 1857) est un poète et romancier allemand. Il figure parmi les plus grands noms de la poésie de langue allemande, aux côtés notamment de Johann Wolfgang von Goethe.

## Biographie
Eichendorff naît au château de Lubowitz (de), près de Ratibor, en Silésie. Ses parents sont le baron Adolf von Eichendorff (de), un officier prussien, et la baronne Karoline von Kloche, issue d’une famille aristocratique catholique. De 1793 à 1801, il est élevé à la maison avec son frère Wilhelm (de). En octobre 1801, les deux frères sont envoyés au gymnasium catholique de Breslau (Matthias-Gymnasium) ; ils sont placés en internat au couvent Saint-Joseph, jusqu’en 1804. Puis Joseph von Eichendorff part étudier le droit à l'université de Halle (1805-1806) et à celle de Heidelberg (1807-1808), où il rencontre le poète Isidorus Orientalis (pseudonyme d'Otto von Loeben (de)), qui aura une grande influence sur lui et sur son œuvre. En 1808, il entreprend un voyage d’éducation à travers l’Europe, visitant Paris et Vienne. En 1809, il retourne à Lubowitz pour assister son père dans l’administration des biens de la famille.
À l’hiver 1809-1810, Eichendorff se rend à Berlin, où il rencontre Johann Gottlieb Fichte, Achim von Arnim, Clemens Brentano, et Heinrich von Kleist. Il finit ses études à Vienne en 1810-1812. De 1813 à 1815, il combat dans les guerres de libération, lors des Sixième et Septième Coalitions. Il épouse Aloysia von Layrisch (de) dont il a un fils, Hermann. Pour nourrir sa famille, il entre en 1816 dans l’administration prussienne, comme stagiaire à Breslau. En 1817, naît une fille baptisée Thérèse.

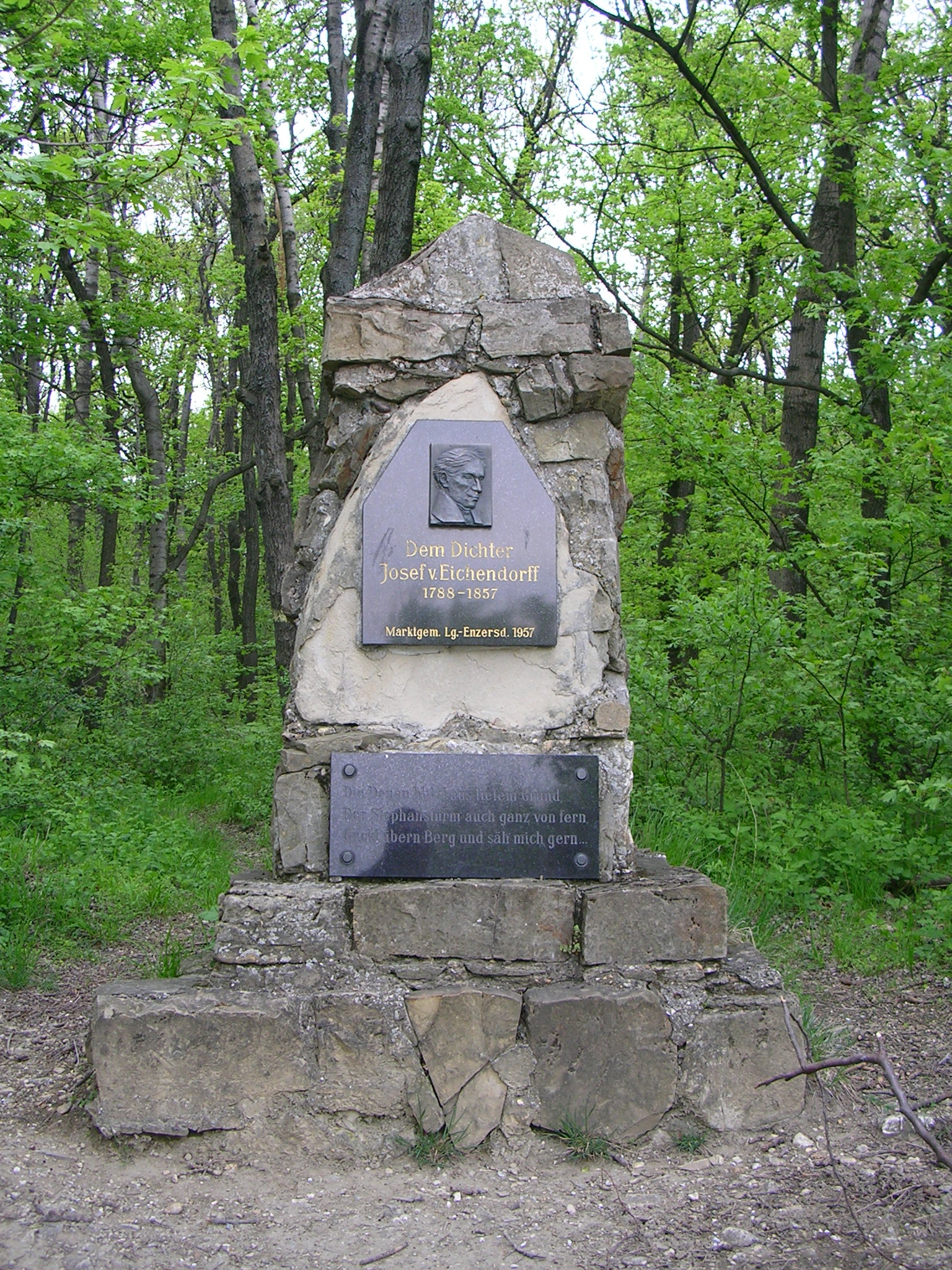
Mémorial en hommage à Eichendorff, Langenzersdorf.

Il devient conseiller d'abord de l’école et de l’église catholique de Danzig en 1821, puis à l'Oberpräsidialrat à Königsberg en 1824. En 1831, il s’installe avec sa famille à Berlin, où il travaille pour plusieurs ministères. En 1841, il est nommé conseiller secret du gouvernement. En 1844, il démissionne, à la suite de divergences d’opinion sur les questions de confession, et se retire avec sa femme Louise, sa fille Thérèse et l’officier prussien Louis von Besserer-Dahlfingen. Pour échapper aux troubles, émeutes et agitation de la révolution, il voyage à Dresde et Köthen en 1849. Là, en 1854, sa fille acquiert la maison du Major Nicolaus Joseph von Holly-Ponienczecz. Eichendorff retourne à Köthen en avril 1855 et demeure dans cette maison jusqu’en octobre. De 1856 à 1857, il est l’hôte, à Breslau, d’Heinrich Förster, dans sa résidence d’été de Johannisberg (de).
Eichendorff meurt le 26 novembre 1857 à Neisse, en Haute-Silésie.

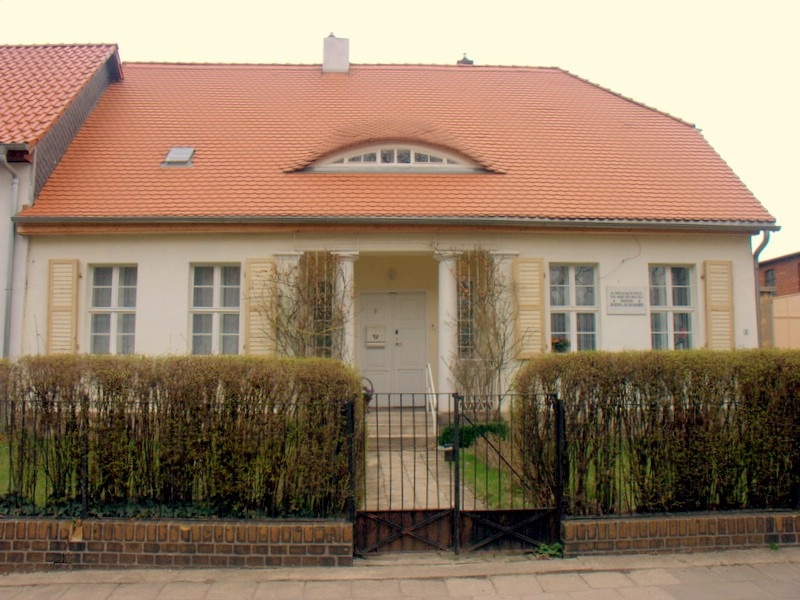
Maison de Köthen où Eichendorff loge d’avril à octobre 1855.

Successeur de Clemens Brentano, il a écrit un poème intitulé Waldgespräch (Dialogue dans la forêt), qui fait intervenir la figure de la Lorelei, contribuant ainsi à fixer ce mythe dans l’histoire, tant et si bien qu’on le croira très ancien. Ce poème sera mis en musique par Robert Schumann en 1840.
Eichendorff est considéré comme l'un des plus grands auteurs de l'histoire de la littérature allemande.
Depuis 1956, un prix de littérature Eichendorff a été créé par le Cercle de Wangen, de même qu’un musée Eichendorff, à Wangen im Allgäu. Fondée en 1931, la Société Eichendorff se consacre à l’étude de la vie, de l’œuvre et de l’influence de Joseph von Eichendorff. De 1935 à 1943, un prix Joseph Freiherr von Eichendorff a été accordé.

## Son chef-d’œuvre

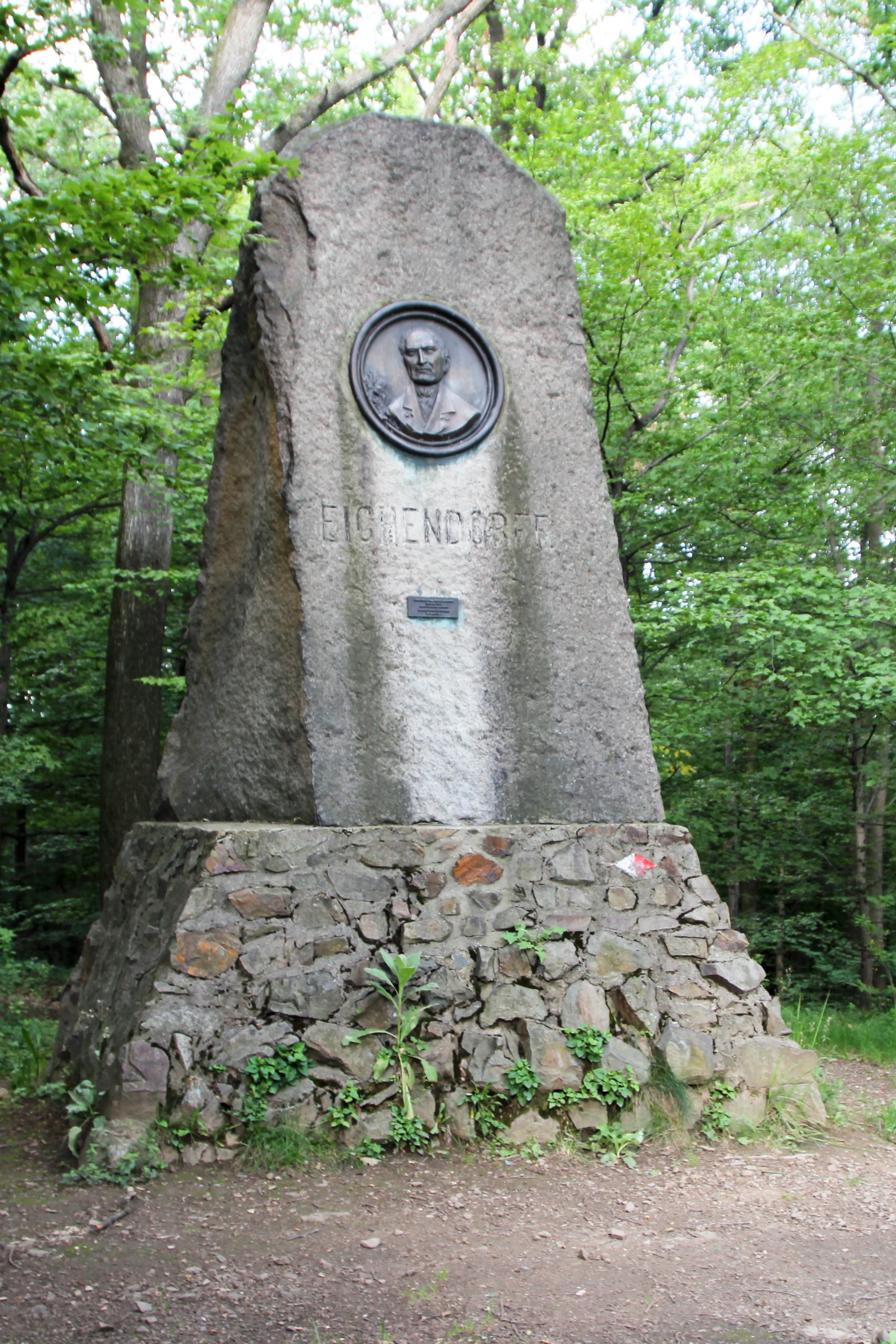
Mémorial en hommage à Eichendorff, Prudnik.

Scènes de la vie d'un propre-à-rien (variante : De la vie d'un Vaurien) (le célèbre Taugenichts) est un roman typique du romantisme, le voyage et l’amour sont, en apparence du moins, ses principaux sujets. Le protagoniste quitte le moulin de son père et devient jardinier dans un château viennois, où il tombe amoureux d’une fille supposée du duc. Parce qu’elle est inaccessible pour lui, il part vers l'Italie, mais retourne ensuite à Vienne, où il finit par apprendre qu’il a confondu la jeune femme qu’il aime avec la fille du duc, que celle qu’il aime a juste été adoptée par le duc et que rien ne s’oppose à ce qu’ils se marient. Mais derrière cette intrigue en apparence futile se cache un véritable réseau de références à des personnages littéraires en correspondance avec "la vision que se fait Eichendorff de la littérature allemande ainsi que sa propre conception du monde et de la vie, portée par un christianisme dénué de tout dogmatisme".
Le film Scènes de la vie d'un propre à rien en est l'adaptation cinématographique.

## Œuvres principales
- Die Zauberei im Herbst [L'enchantement en automne], 1808
- Contes de fées et sagas de Haute-Silésie (Oberschlesische Märchen und Sagen), 1808-1810
- Pressentiment et Présent (Ahnung und Gegenwart), 1815
- La Statue de marbre (Das Marmorbild), 1819. Introduction, traduction et notice bibliographique par Paul Sucher, Aubier, Collection Bilingue, Paris, troisième édition, 1962. Traduction par Rémi Laureillard, Romantiques allemands, Gallimard, Bibliothèque de la Pléiade, vol. 2, 1979 ; rééd. avec préface de Marie-Claire Hoock-Demarle, Sillage, 2005
- Scènes de la vie d'un propre-à-rien (Aus dem Leben eines Taugenichts), 1826. Traduction par Rémi Laureillard, Romantiques allemands, Gallimard, Bibliothèque de la Pléiade, vol. 2, 1979 ; rééd. avec préf. et notes d'Yvon Girard, Gallimard, 1994. Autre traduction : De la vie d'un Vaurien, par Philippe Forget, Les Belles Lettres, 2013
- Dichter und ihre Gesellen [le poète et ses compagnons], 1833
- Viel Lärmen um nichts [Beaucoup de bruit pour rien], 1833
- Auch ich war in Arkadien [J'étais aussi en Arcadie], 1834 (ou 1838)
- Die Meerfahrt [Le Voyage en mer], 1835
- Mondnacht [Clair de lune], 1837
- Das Schloss Dürande, 1837. Traduction : Le Château Durande (Le château du comte Dürande[5]), par Armel Guerne dans Les Romantiques allemands, Desclée de Brouwer, 1956 et 1963, rééd. Phébus, 2004
- Die Entführung [L'enlèvement], 1839
- Die Glücksritter [Les aventuriers], 1841
- Frühling und Liebe [Printemps et amour], 1841
- Libertas und ihre Freier [Libertas et ses prétendants]

- Letzte Heimkehr (Dernier retour), traduction et présentation par Philippe Giraudon, Éditions de la Différence, coll. « Orphée », Paris, 1989
- Poèmes de l’étrange départ, traduction de l’allemand de Philippe Marty, Montpellier, France, Éditions Grège, 2013

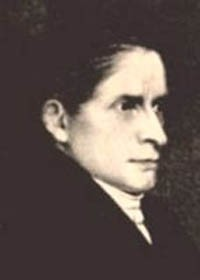
Eichendorff

## Adaptations musicales des œuvres d'Eichendorff
De nombreux poèmes ont été mis en musique, notamment par 
- Robert Schumann, le Liederkreis (« Cycle de Lieder »), opus 39
- Hugo Wolf, Eichendorff-Lieder, 1889
- Richard Strauss, Im Abendrot (littéralement : « Dans le rouge du soir », et donc : « Au crépuscule ») dans le cycle de Lieder appelé les Vier letzte Lieder (les « Quatre derniers lieder »), opus 150, 1948. Création : 1950

## Adaptations cinématographiques
- Scènes de la vie d'un propre à rien (film, 1973) (de), de Celino Bleiweiß (de)
- Propre à rien (film, 1978) (de), de Bernhard Sinkel